# Canottaggio ai Giochi della XXX Olimpiade - 2 di coppia maschile
Il 2 di coppia maschile dei Giochi della XXX Olimpiade si è svolto tra il 28 luglio e il 2 agosto 2012. Hanno partecipato 13 equipaggi.
La gara è stata vinta dai neozelandesi Nathan Cohen e Joseph Sullivan, che hanno concluso la finale con il tempo di 6'31"67; l'argento e il bronzo sono andati rispettivamente all'equipaggio italiano Sartori-Battisti e a quello sloveno Špik-Čop.

## Formato
Nel primo turno, i primi tre equipaggi di ogni batteria accedono alla semifinale, mentre gli altri competono in un ripescaggio che qualifica altri tre equipaggi. I qualificati competono in due semifinali; i primi tre classificati di ogni semifinale accedono alla finale A, che assegna le medaglie, mentre le altre alla finale B, per la classificazione dal 7º al 12º posto.

## Programma
| Data      | Ora (BST/UTC+1) | Turno      |
| --------- | --------------- | ---------- |
| 28 luglio | 10:30           | Batterie   |
| 29 luglio | 9:30            | Ripescaggi |
| 31 luglio | 12:20           | Semifinali |
| 2 agosto  | 9:50            | Finali     |

## Risultati

### Batterie
| Pos. | Atleti                             | Nazione   | Tempo   | Note |
| ---- | ---------------------------------- | --------- | ------- | ---- |
| 1    | Eric Knittel Stephan Krüger        | Germania  | 6'17"74 | Q    |
| =2   | Rolandas Maščinskas Saulius Ritter | Lituania  | 6'17"78 | Q    |
| =2   | Luka Špik Iztok Čop                | Slovenia  | 6'17"78 | Q    |
| 4    | David Crawshay Scott Brennan       | Australia | 6'21"25 | R    |
| 5    | Michael Braithwaite Kevin Kowalyk  | Canada    | 6'34"11 | R    |

| Pos. | Atleti                          | Nazione  | Tempo   | Note |
| ---- | ------------------------------- | -------- | ------- | ---- |
| 1    | Nils Jakob Hoff Kjetil Borch    | Norvegia | 6'16"31 | Q    |
| 2    | Alessio Sartori Romano Battisti | Italia   | 6'18"50 | Q    |
| 3    | Julien Bahain Cédric Berrest    | Francia  | 6'19"61 | Q    |
| 4    | Dmytro Michaj Artem Morozov     | Ucraina  | 6'49"70 | R    |

| Pos. | Atleti                       | Nazione       | Tempo   | Note |
| ---- | ---------------------------- | ------------- | ------- | ---- |
| 1    | Nathan Cohen Joseph Sullivan | Nuova Zelanda | 6'11"30 | Q    |
| 2    | Bill Lucas Sam Townsend      | Gran Bretagna | 6'11"94 | Q    |
| 3    | Ariel Suárez Cristian Rosso  | Argentina     | 6'13"68 | Q    |
| 4    | Jüri-Mikk Udam Geir Suursild | Estonia       | 6'33"88 | R    |

### Ripescaggi
| Pos. | Atleti                            | Nazione   | Tempo   | Note |
| ---- | --------------------------------- | --------- | ------- | ---- |
| 1    | David Crawshay Scott Brennan      | Australia | 6"25"36 | Q    |
| 2    | Dmytro Michaj Artem Morozov       | Ucraina   | 6'30"19 | Q    |
| 3    | Michael Braithwaite Kevin Kowalyk | Canada    | 6'30"74 | Q    |
| 4    | Juri-Mikk Udam Geir Suursild      | Estonia   | 6'38"50 |      |

### Semifinali
| Pos. | Atleti                          | Nazione       | Tempo   | Note |
| ---- | ------------------------------- | ------------- | ------- | ---- |
| 1    | Ariel Suárez Cristian Rosso     | Argentina     | 6'19"40 | Q    |
| 2    | Nathan Cohen Joseph Sullivan    | Nuova Zelanda | 6'19"79 | Q    |
| 3    | Alessio Sartori Romano Battisti | Italia        | 6'20"68 | Q    |
| 4    | Eric Knittel Stephan Krüger     | Germania      | 6'22"54 |      |
| 5    | David Crawshay Scott Brennan    | Australia     | 6'23"47 |      |
| 6    | Dmytro Michaj Artem Morozov     | Ucraina       | 6'36"52 |      |

| Pos. | Atleti                             | Nazione       | Tempo   | Note |
| ---- | ---------------------------------- | ------------- | ------- | ---- |
| 1    | Luka Špik Iztok Čop                | Slovenia      | 6'19"97 | Q    |
| 2    | Rolandas Maščinskas Saulius Ritter | Lituania      | 6'21"62 | Q    |
| 3    | Bill Lucas Sam Townsend            | Gran Bretagna | 6'22"47 | Q    |
| 4    | Nils Jakob Hoff Kjetil Borch       | Norvegia      | 6'22"88 |      |
| 5    | Julien Bahain Cédric Berrest       | Francia       | 6'29"61 |      |
| 6    | Michael Braithwaite Kevin Kowalyk  | Canada        | 6'38"94 |      |

### Finali
| Pos. | Atleti                            | Nazione   | Tempo   | Note |
| ---- | --------------------------------- | --------- | ------- | ---- |
| 1    | Nils Jakob Hoff Kjetil Borch      | Norvegia  | 6'20"82 |      |
| 2    | David Crawshay Scott Brennan      | Australia | 6'22"19 |      |
| 3    | Eric Knittel Stephan Krüger       | Germania  | 6'23"36 |      |
| 4    | Julien Bahain Cédric Berrest      | Francia   | 6'26"44 |      |
| 5    | Dmytro Michaj Artem Morozov       | Ucraina   | 6'31"51 |      |
| 6    | Michael Braithwaite Kevin Kowalyk | Canada    | 6'32"61 |      |

| Pos. | Atleti                             | Nazione       | Tempo   | Note |
| ---- | ---------------------------------- | ------------- | ------- | ---- |
|      | Nathan Cohen Joseph Sullivan       | Nuova Zelanda | 6'31"67 |      |
|      | Alessio Sartori Romano Battisti    | Italia        | 6'32"80 |      |
|      | Luka Špik Iztok Čop                | Slovenia      | 6'34"35 |      |
| 4    | Ariel Suárez Cristian Rosso        | Argentina     | 6'36"36 |      |
| 5    | Bill Lucas Sam Townsend            | Gran Bretagna | 6'40"54 |      |
| 6    | Rolandas Maščinskas Saulius Ritter | Lituania      | 6'42"69 |      |